# Lupiñén-Ortilla
Lupiñén-Ortilla é um município da Espanha na província de Huesca, comunidade autónoma de Aragão, de área 110,1 km² com população de 358 habitantes (2007) e densidade populacional de 3,15 hab/km².

## Demografia
| Variação demográfica do município entre 1991 e 2004 | Variação demográfica do município entre 1991 e 2004 | Variação demográfica do município entre 1991 e 2004 | Variação demográfica do município entre 1991 e 2004 |
| --------------------------------------------------- | --------------------------------------------------- | --------------------------------------------------- | --------------------------------------------------- |
| 1991                                                | 1996                                                | 2001                                                | 2004                                                |
| 404                                                 | 366                                                 | 343                                                 | 346                                                 |